# Club Deportivo Vasco
El Club Deportivo Vasco fou un club de futbol veneçolà de la ciutat de Caracas.
Disputava els seus partits a l'Estadio Olímpico de la UCV. Fou campió de Veneçuela el 1954.

## Palmarès
- Lliga veneçolana de futbol:[3]
  - 1954

- Copa veneçolana de futbol:[4]
  - 1953